# Soldadura per refusió

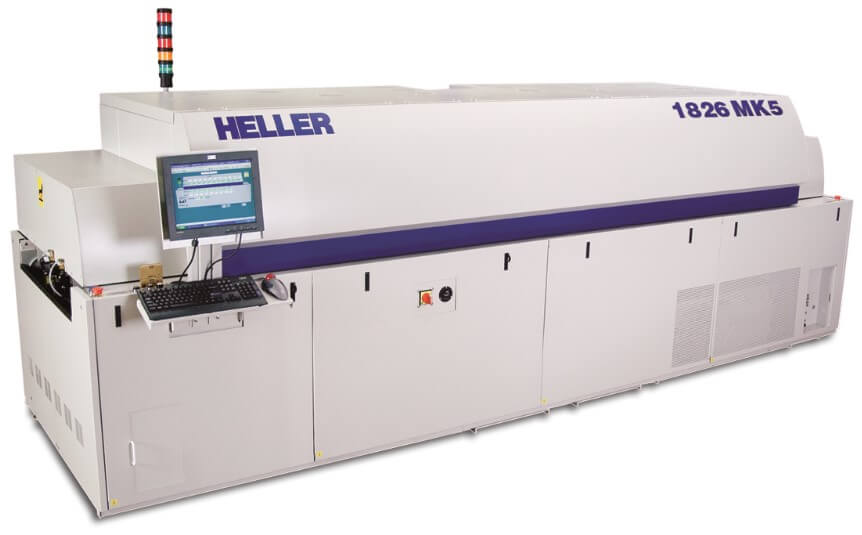
Forn de soldadura per refusió.

La soldadura per refusió és el procés en què la pasta de soldar és usada per unir un o diversos components electrònics als seus pads de contacte en una placa de circuit imprès, mitjançant l'aplicació de calor o radiacció infraroja per etapes de diferents intensitats, que poden ser programades prèviament. És el mètode més usat per soldar components de muntatge superficial en plaques de circuit imprès. L'objectiu del procés és fondre la soldadura i escalfar les superfícies que es desitgen unir, tot això sense sobreescalfar o danyar els components electrònics.

## Fases
En un procés estàndard de soldadura per refusió hi ha normalment cinc fases, també anomenades zones, cadascuna amb un perfil tèrmic. Aquestes fases són:
1. Evaporació: S'evaporen els dissolvents de la pasta de soldar.
2. Activació: S'activa el flux i es deixa que actuï.
3. Preescalfat: s'escalfen acuradament els components i el circuit imprès.[3]
4. Reflux o reflow: Es fon la soldadura.
5. Refredat: Es refreda la placa soldada a una velocitat controlada i fins a una temperatura acceptable.«T.Bazouni: Reflow Soldering (Reflow Ovens)». Arxivat de l'original el 2008-06-18. [Consulta: 11 abril 2008].